# Rafael Arias-Salgado Montalvo
Rafael Arias-Salgado Montalvo (Madrid, Espanya, 26 de gener de 1942) és un advocat i polític espanyol, que fou ministre en diversos governs d'Adolfo Suárez, Leopoldo Calvo-Sotelo i José María Aznar.

## Biografia
Va néixer el 26 de gener de 1942 a la ciutat de Madrid, fill de l'antic ministre franquista Gabriel Arias-Salgado, i germà de Fernando Arias-Salgado. Va estudiar dret a la Universitat de Madrid, en la qual es llicencià el 1962. Interessat en la carrera diplomàtica va esdevenir cap de la Secció de les Descolonitzacions i cap d'Estudis de l'Escola Diplomàtica del Ministeri d'Afers Exteriors. Durant un període de cinc anys va exercir l'advocacia. Va estar casat amb Guadalupe Ruiz-Giménez Aguilar, amb qui va tenir tres fills i de qui després es va divorciar.

## Activitat política
Membre de la Unió de Centre Democràtic (UCD) en el qual fou coordinador General i Secretari d'Organització del seu partit, esdevenint posteriorment Secretari General del Partit, en les eleccions generals de 1977 fou escollit diputat al Congrés per la província de Toledo, l'11 de juliol d'aquell any fou nomenat Secretari General de Relacions amb les Corts. Novament elegit diputat en les eleccions generals de 1979, en la formació del segon govern d'Adolfo Suárez fou nomenat Ministre de Relacions amb les Corts, càrrec que ocupà fins al 3 de maig de 1980, passant a ser en aquell moment successivament Ministre de la Presidència, Ministre adjunt al President i Ministre d'Administració Territorial.
Després de la dissolució de la UCD es va dedicar a l'empresa privada, esdevenint president de Prosegur entre 1983 i 1985.
L'any 1987 va ingressar al Centre Democràtic i Social (CDS), sent escollit novament diputat en les eleccions generals de 1989 per la circumscripció de Madrid, abandonant el seu escó el 1992. L'any següent s'afilià al Partit Popular, i fou novament elegit diputat en les eleccions de 1993, 1996 i 2000. En la formació del seu primer govern José María Aznar el nomenà Ministre de Foment l'any 1996, càrrec que ocupà durant tota la legislatura.